# Yoon Sung-hyun
Dans ce nom coréen, le nom de famille, Yoon, précède le nom personnel.
Ne doit pas être confondu avec Yoon Sang Hyun.
Yoon Sung-hyun (hangeul : 윤성현) est un réalisateur, scénariste et producteur sud-coréen, né le 3 août 1982 à Oakland en Californie.

## Biographie
Né à Oakland en Californie, Yoon Sung-hyun étudie à l'Institut des arts de Séoul et à l'Académie des arts du cinéma en Corée du Sud, où il réalise ses deux courts métrages Boys (2008) et Drink and Confess (2009), sélectionnés dans de plusieurs festivals internationaux et son travail a été complimenté pour sa séquence Banana Shake dans le film If You Were Me 5 (시선 너머, 2010) au Festival international du film de Busan.
Son premier long métrage est La Frappe (파수꾼, 2010), en tant que réalisateur, producteur, scénariste, costumier et monteur, pour lequel il est récompensé au festival international du film de Busan en 2010.
En janvier 2018, il commence le tournage de La Traque (사냥의 시간) dans la ville portuaire d’Incheon à 50 km à l'ouest de la capitale Séoul jusqu’au 15 juillet,. Ce second long métrage est sélectionné et présenté en avant-première mondiale au festival Berlinale, le 22 février 2020,, avant sa diffusion le 23 avril 2020 sur Netflix à cause de la Pandémie de Covid-19 en Corée du Sud d’où la sortie nationale était prévue le 26 février 2020 en Corée du Sud,.

## Filmographie

### Longs métrages

#### Réalisateur, scénariste, producteur et monteur
- 2010 : La Frappe (파수꾼)
- 2020 : La Traque (사냥의 시간)

#### Costumier
- 2010 : La Frappe (파수꾼)

#### Acteur
- 2012 : Jury (주리) : le réalisateur de courts métrages

### Courts métrages

#### Réalisateur
- 2008 : Children ou Boys[11]
- 2008 : Day Trip[11]
- 2009 : Drink and Confess[11]
- 2010 : If You Were Me 5 (시선 너머) - segment Banana Shake

### Série télévisée

#### Réalisateur
- prévu en 2025 : Newtopia (뉴토피아)

## Distinctions

### Récompenses
- Festival international du film de Jeonju 2008 : Prix spécial du Jury pour Children[11]
- Festival international du film de Busan 2010 : New Currents Award pour La Frappe
- Asia Pacific Screen Awards 2011 : Mention spéciale du meilleur scénario (High Commendation -Best screenplay) pour La Frappe
- Festival international du film de Hong Kong 2011 : Prix FIPRESCI pour La Frappe
- Blue Dragon Film Awards 2011 : Meilleur nouveau réalisateur pour La Frappe
- Grand Bell Awards 2011 : Meilleur nouveau réalisateur pour La Frappe

### Nominations
- Festival international du film de Rotterdam 2011 : Prix du Tigre pour La Frappe
- Asia Pacific Screen Awards 2011 : Prix Asia Pacific Screen du meilleur scénario (Asia Pacific Screen Award -Best screenplay) pour La Frappe
- Festival international du film de Hong Kong 2011 : Prix SIGNIS pour La Frappe